# Liboscherveld
Liboscherveld is een wijk en buurt van het dorp Echt (Limburg) in de voormalige gemeente Echt, en dat nu ligt in de gemeente Echt-Susteren in de Nederlandse provincie Limburg. De wijk bestaat uit de buurten Liboscherveld en Slek. Het aantal inwoners bedraagt 1035 in 2012. 
De meeste bebouwing bevindt zich in Slek. In de buurt Liboscherveld bevindt zich de trappistenabdij Lilbosch, waarnaar de wijk genoemd is. De abdijkerk is in 2012-2013 gerenoveerd. Bij de abdij herinneren een kapel in een bunker en een vliegtuigmonument aan de Tweede Wereldoorlog.

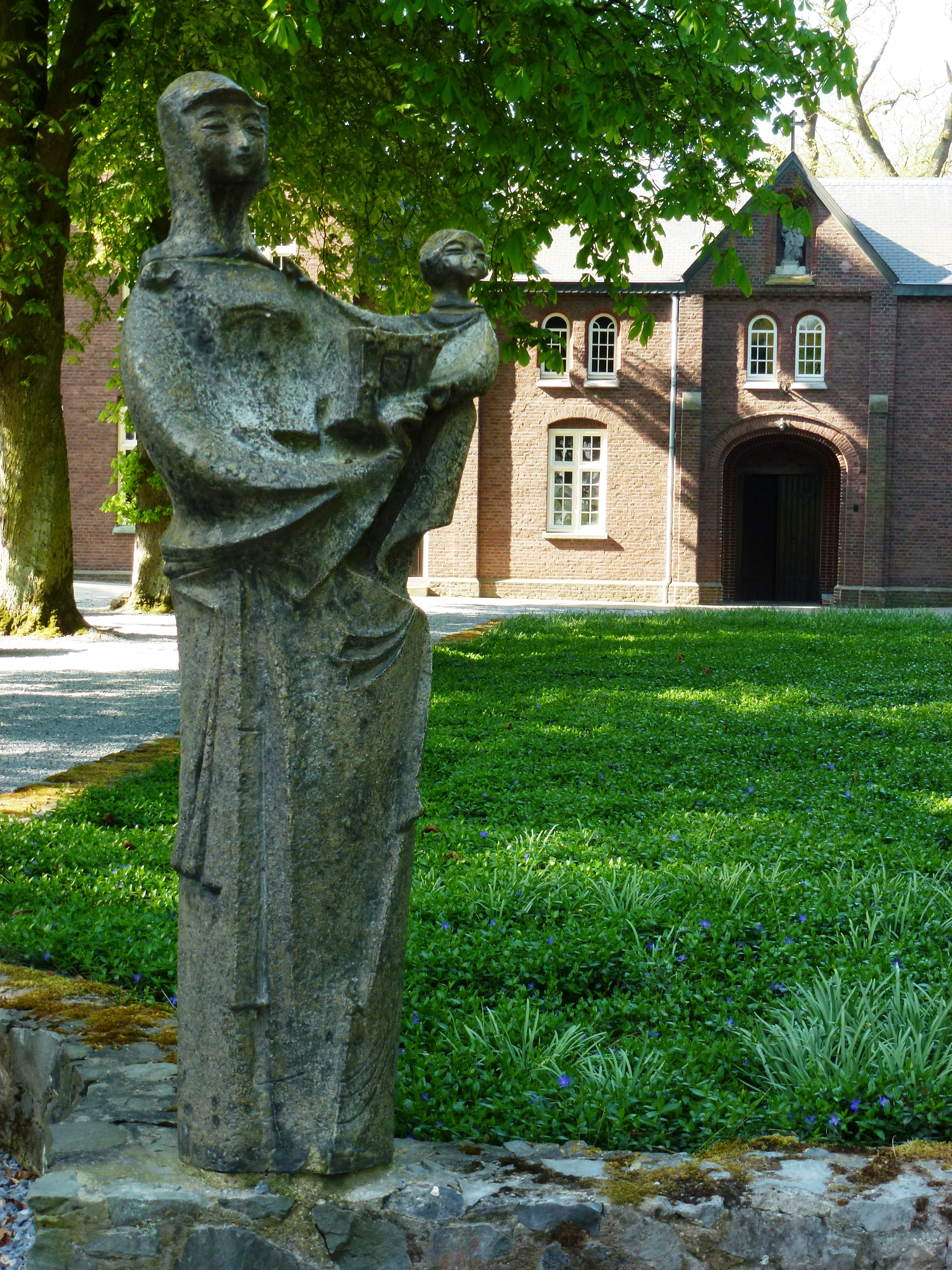
Abdij Lilbosch, Mariabeeld voor de ingang
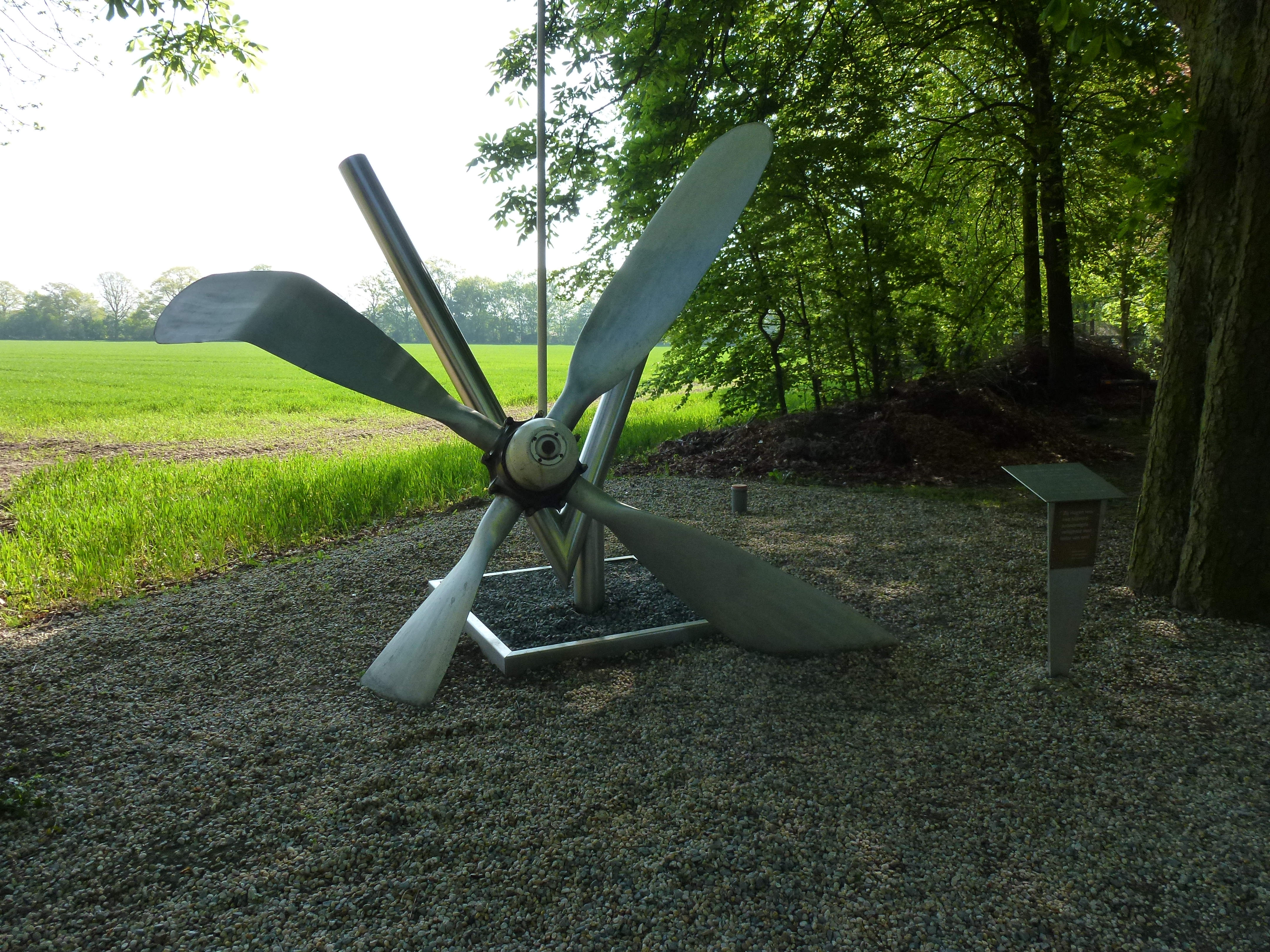
Vliegtuig-oorlogsmonument
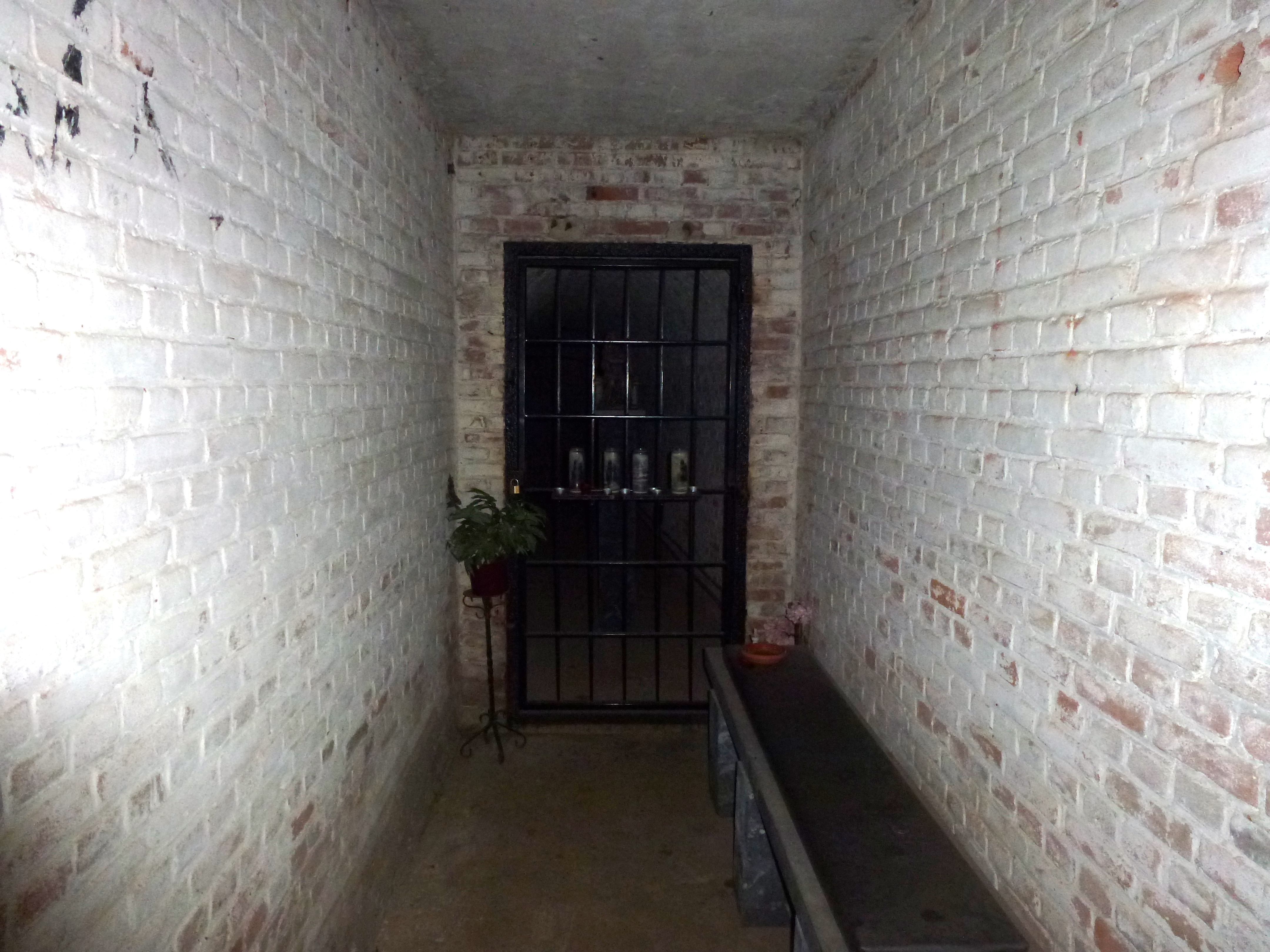
Bunkerkapel bij de abdij

Kernen: Dieteren · Echt · Koningsbosch · Maria Hoop · Nieuwstadt · Pey · Roosteren · Sint Joost · Slek · Susteren

Buurten en buurtschappen: Aan het Echterbosch · Aan Reijans · Aasterberg · Baakhoven · Berkelaar · Christinawijk · Echterbosch · Frenkenshof · Gebroek · Gulickshof · Haeselaarbroek · Heide · Hingen · Hommelhof · Illikhoven · Kokkelert · Lange Bosschen · Liboscherveld · Mariaveld · Pepinusbrug · Pepiniushof · In de Mehre · Middelveld · Munsterveld · Oevereind · Ophoven · Oud-Roosteren · Putbroek · Schilberg · Sint Anna · Sint Antoniushoeve · Spaanshuisken · Visserweert · Vogelsang · Wolfskoul

Bedrijventerreinen: De Berk · Businesspark ML · Dieterderweg · De Loop · Wolfskoul

Limburg: Steden en dorpen      Nederland: Provincies · Gemeenten